# Prionotoma girardi
Prionotoma girardi är en skalbaggsart som beskrevs av Reé Michel Quentin och Jean François Villiers 1978. Prionotoma girardi ingår i släktet Prionotoma och familjen långhorningar. Inga underarter finns listade i Catalogue of Life.